# Списак основних школа у Шумадијском округу
Списак државних основних школа у Шумадијском управном округу односно Граду Крагујевцу и општинама Аранђеловац, Баточина, Кнић, Лапово, Рача и Топола.

## Општина Аранђеловац
| Основна школа        | Адреса              | Година оснивања | Ранији називи |
| -------------------- | ------------------- | --------------- | ------------- |
| Аранђеловац          |                     |                 |               |
| ОШ „Илија Гарашанин” | Јосифа Панчића 7.   |                 |               |
| ОШ „Милан Илић Чича” | Књаза Милоша 8      | 1959.           | /             |
| ОШ „Милан Обеновић”  | Светогорска 7.      |                 |               |
| ОШ „Свети Сава”      | 1990.               | Хан Пјеска бб   | /             |
| ОШ Светолик Ранковић | Милована Ристића бб | 1850.           |               |
| Остала места         |                     |                 |               |

## Општина Баточина
| Основна школа | Адреса                     | Година оснивања | Ранији називи |
| ------------- | -------------------------- | --------------- | ------------- |
| ОШ Свети Сава | Краља Милана Обреновића бб | 1992.           |               |

## Општина Кнић
| Основна школа   | Адреса      | Година оснивања | Ранији називи |
| --------------- | ----------- | --------------- | ------------- |
| ОШ Рада Шубакић | Гружа бб    | 1903.           |               |
| ОШ Вук Караџић  | Кнић бб     | 1842.           |               |
| ОШ Свети Сава   | Топоница бб | 1919.           |               |

## Општина Лапово
| Основна школа          | Адреса              | Година оснивања | Ранији називи |
| ---------------------- | ------------------- | --------------- | ------------- |
| ОШ „Светозар Марковић” | Косовских јунака 10 |                 |               |

## Општина Рача
| Основна школа | Адреса         | Година оснивања | Ранији називи |
| ------------- | -------------- | --------------- | ------------- |
| ОШ Карађорђе  | Карађорђева 10 |                 |               |

## Општина Топола
| Основна школа  | Адреса             | Година оснивања | Ранији називи |
| -------------- | ------------------ | --------------- | ------------- |
| ОШ Живко Томић | Доња Шаторња бб    |                 |               |
| ОШ Карађорђе   | Мије Тодоровића бб | 1956.           |               |